# Over the Hills and Far Away (ep van Nightwish)
Over the Hills and Far Away is een ep van de symfonische metalband Nightwish, uitgebracht in 2001 door Spinefarm Records en Drakkar Records. Het werd in het VS pas in 2004 uitgebracht door Century Media Records.

## Track lijst

### Spinefarm editie
1. "Over the Hills and Far Away" (traditional / Gary Moore Cover) – 5:03
2. "10th Man Down" – 5:24
3. "Away" – 4:33
4. "Astral Romance" (opnieuw opgenomen uit Angels Fall First) – 5:22

### Spinefarm Europese editie
Deze editie is precies hetzelfde als die van Century Media Records version. Het wordt in Europa verkocht, maar niet in Finland.
1. "Over the Hills and Far Away"
2. "10th Man Down"
3. "Away"
4. "Astral Romance (Remake 2001)"
5. "The Kinslayer" (Live)
6. "She Is My Sin" (Live)
7. "Sacrament Of Wilderness" (Live)
8. "Walking In The Air" (Live)
9. "Beauty and the Beast" (Live)
10. "Wishmaster" (Live)

### Drakkar-editie
Het editie die door Drakkar Records werd uitgebracht bevat een paar extra tracks (track 5 tot en met 10) die live op werden genomen in Tampere (Finland) op 29 december 2000. Deze extra live tracks kun je ook vinden op de live dvd "From Wishes To Eternity".
1. "Over the Hills and Far Away"
2. "10th Man Down"
3. "Away"
4. "Astral Romance (Remake 2001)"
5. "The Kinslayer" (Live)
6. "She Is My Sin" (Live)
7. "Sacrament Of Wilderness" (Live)
8. "Walking In The Air" (Live)
9. "Wishmaster" (Live)
10. "Deep Silent Complete" (Live)

## Extra Informatie
- Opgenomen in Caverock en Finnvox Studios in februari-maart 2001.
- Voorkant door Sami Vänskä
- Illustraties door Tomi Laurén
- Over the hills and  far away is oorspronkelijk van Garry Moore en stond op zijn album Wild Frontier uit 1987